# Communauté de communes du canton de Sourdeval
La communauté de communes du canton de Sourdeval est une ancienne communauté de communes française, située dans le département de la Manche et la région Basse-Normandie. Elle fusionne le 1er janvier 2013 avec la communauté de communes de Mortain et celle de la Sélune pour créer la communauté de communes du Mortainais.

## Composition
Elle était composée des huit communes du canton de Sourdeval :
- Beauficel
- Brouains
- Chaulieu
- Le Fresne-Poret
- Gathemo
- Perriers-en-Beauficel
- Sourdeval
- Vengeons

## Historique
Elle est créée le 28 décembre 1992 sous la dénomination district de la Sée.
À compter du 1er janvier 2001, le district est modifié en communauté de communes du Canton de Sourdeval.
Le 1er janvier 2013, elle se regroupe avec les communautés de communes de la Sélune et de Mortain pour former la communauté de communes du Mortainais.

## Administration
Elle était présidée, de sa création en 2001 à la fusion de 2013, par Albert Bazire, maire de Sourdeval.